# Magnolia hookeri
Magnolia hookeri este o specie de plante din genul Magnolia, familia Magnoliaceae. A fost descrisă pentru prima dată de Cubitt și William Wright Smith, și a primit numele actual de la D.C.S.Raju och Madhavan Parameswarau Nayar. Conform Catalogue of Life specia Magnolia hookeri nu are subspecii cunoscute.